# Bajlštajnov test
Bajlštajnov test je jednostavan hemijski test koji se koristi kao kvalitativni test za halide. Njega je razvio Fridrih Konrad Bajlštajn.
Bakarna žica se očisti i zagreje Bunzenovim plamenikom da se na njoj formira sloj bakar(II) oksida. Ona se zatim uroni u testirani uzorak, i još jednom se zagreje plamenom. Pozitivni test je pojava zelenog plamena uzrokovanog formiranjem bakar halida. Test ne detektuje fluor/fluoride.
Ovaj test nije više u širokoj upotrebi. Jedan od razloga za to je da može da dođe do formiranja visoko toksičnih hloro-dioksina ako je testirani materijal polihloroaren.
Alternativni vlažni test za halide je test stapanja natrijuma. Ovaj test konvertuje organski materijal do neorganskih soli među kojima su natrijum halidi. Dodatak rastvora srebro nitrata uzrokuje formiranje halidnih precipitata.